# Неверовский, Евгений Николаевич
Евгений Николаевич Неверовский (25 декабря 1934, Витебск — 29 марта 2011, Москва) — советский и казахстанский военачальник. Командующий пограничными войсками Республики Казахстан – заместитель председателя Комитета национальной безопасности Республики Казахстан.

## Биография
Евгений Неверовский родился в Витебске 25 декабря 1934 года.
В 1954 году закончил обучение в Минском политехническом техникуме.
1954—1957 — курсант Калининградского военного пограничного училища МВД-КГБ.
1957—1964 — служба в должности заместителя начальника и начальника пограничной заставы в Закавказском пограничном округе.
1964–1967 – слушатель Военной академии имени Фрунзе.
1967–1969 — прохождение службы в должности заместителя начальника штаба 131-го Ошского пограничного отряда Восточного пограничного округа.
1969–1972 — комендант 1-й пограничной комендатуры 131-го Ошского пограничного отряда Среднеазиатского пограничного округа.
1972–1975 — начальник штаба 129-го Пржевальского пограничного отряда Восточного пограничного округа.
1975–1978 — начальник 131-го Ошского пограничного отряда.
1978—1981 — начальник 134-го Курчумского пограничного отряда Восточного пограничного округа КГБ.
1982–1985 — начальник оперативно-войскового отдела в г. Фрунзе — заместитель начальника войск Восточного пограничного округа КГБ. В эти годы возглавлял группу войск округа в составе ОКСВА.
Ноябрь 1985 – февраль 1988 — начальник войск Камчатского пограничного округа.
Февраль 1988 – декабрь 1991 — Начальник войск Восточного пограничного округа. В период до полного вывода советских войск из Афганистана, командовал группой войск округа в Афганистане
1990–1991 годы — депутат Верховного Совета Казахской ССР XI–XII созывов, член Политбюро Центрального комитета Коммунистической партии Казахстана.
Декабрь 1991 – август 1992 — Начальник войск Восточного пограничного округа Комитета по охране государственной границы СНГ.
18 августа — 23 октября 1992 года — Командующий пограничными войсками Республики Казахстан – заместитель председателя Комитета национальной безопасности Республики Казахстан.
Декабрь 1992 – ноябрь 1994 — Заместитель председателя Координационной службы Совета командующих пограничными войсками СНГ.
С ноября 1994 года — старший научный сотрудник Центрального музея Пограничных войск РФ.
Умер 29 марта 2011 года. Похоронен на Троекуровском кладбище Москвы.

## Награды
- Орден Красного Знамени
- Орден Красной Звезды
- Орден «За службу Родине в Вооружённых Силах СССР» 2-й степени
- Орден «За службу Родине в Вооружённых Силах СССР» 3-й степени
- 22 советские медали